# Ematofanite
L'ematofanite (simbolo IMA: Hph) è un minerale molto raro del supergruppo della perovskite, all'interno del quale viene collocato nel gruppo delle perovskiti non stechiometriche e da lì al sottogruppo dell'ematofanite; appartiene alla famiglia degli "alogenuri" e possiede composizione chimica Pb4Fe3+3O8(Cl,OH)

## Etimologia e storia
L'ematofanite prende probabilmente il nome dal fatto che in luce trasmessa il minerale assume un intenso color rosso sangue (dal greco αἷμα (haima), per 'sangue').

## Classificazione
La classica nona edizione della sistematica dei minerali di Strunz elenca l'ematofanite nella classe "3. Alogeni" e nella sottoclasse "3.D Ossialogeni, idrossialogeni e alogeni doppi correlati"; questa viene suddivisa ulteriormente in base alla natura del composto, in modo da trovare l'ematofanite nella sezione "3.DB Con Pb, Cu, ecc." dove forma da sola il sistema nº 3.DB.35.
Tale classificazione viene mantenuta anche nell'edizione successiva, proseguita dal database "mindat.org" e chiamata Classificazione Strunz-mindat.
Anche nella Sistematica dei lapis (Lapis-Systematik) di Stefan Weiß l'ematofanite si trova nella classe degli "alogenuri (fluoruri, cloruri, bromuri, ioduri)" e nella sottoclasse degli "ossialogenuri"; qui il minerale si trova nella sezione degli "ossialogenuri con Pb-Bi-Sb e composti correlati" dove forma il sistema nº III/D.12 insieme a bideauxite, boleite, cloroxifite, cumengeite, diaboleite, pseudoboleite, siidraite e yedlinite.
Nella classificazione dei minerali secondo Dana, usata principalmente nel mondo anglosassone, l'ematofanite è invece elencata nella classe degli "ossidi e idrossidi", in particolare negli "ossidi multipli", e da lì nella sottoclasse degli "ossidi multipli, come ossidi di titanio con sostituzioni [4] e [6]" dove il minerale forma il sistema nº 7.11.4 come unico membro.

## Abito cristallino
L'ematofanite cristallizza nel sistema tetragonale con il gruppo spaziale P4mm (gruppo nº 99) con i parametri reticolari a = 3,92 Å e c = 15,31 Å, oltre a 1 unità di formula per cella unitaria.

## Origine e giacitura
Nella sua località tipo, la miniera "Jakobsberg" (59.82801°N 14.10721°E) nei pressi di Filipstad (in Svezia), l'ematofanite è stata trovata in un deposito di minerale di ferro-manganese a bande metamorfiche in dolomia; la paragenesi è con plumboferrite, jacobsite, andradite, rame nativo, cuprite, cerussite e calcite. Per campioni provenienti dalla miniera di Kombat (in Namibia) la paragenesi è con rame nativo, jacobsite, ematite e damaraite.
L'ematofanite è un minerale molto raro; oltre che nella sua località tipo svedese citata sopra, il minerale è stato rinvenuto anche a Nentershausen in Assia (Germania) e nella miniera di "Kombat" nella regione di Otjozondjupa (in Namibia).

## Forma in cui si presenta in natura
L'ematofanite si presenta come compresse, sottili perpendicolari a {001}, con dimensioni fino a 5 mm, e in aggregati lamellari a granulari.
Il minerale ha colore marrone rossastro scuro con lucentezza semi metallica, mentre il suo striscio è tra il giallo-rosso e l'arancione.